# كوريزيا بيضاء
كوريزيا بيضاء (الاسم العلمي: Chorisia  insignis)، هو نبات ينتمي إلى  (فصيلة: Malvaceae).